# Amt Blank

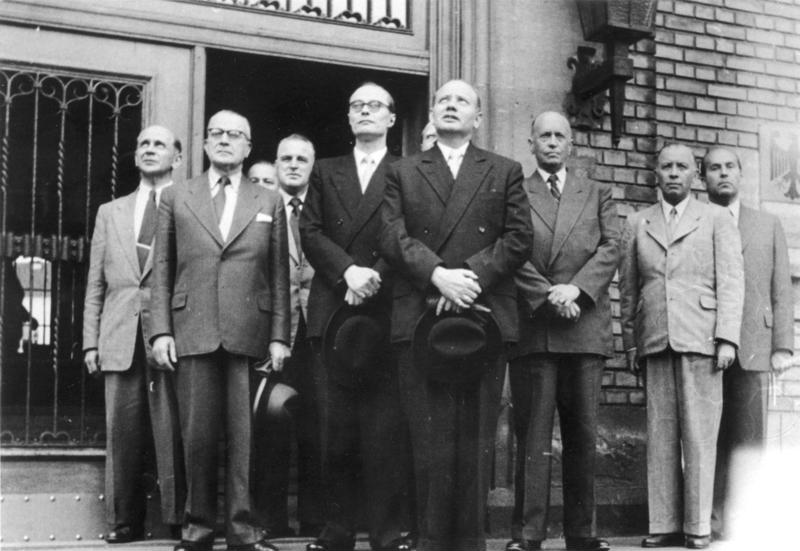
Personnel du bureau Blank devant la caserne d'Ermekeil. De gauche à droite : Gerhard Loosch, Ernst Wirmer, Theodor Blank, Wolfgang Holtz et Adolf Heusinger.

D'octobre 1950 à juin 1955, le Bureau Blank (en allemand Amt Blank) fut le prédécesseur du ministère fédéral de la Défense de la République fédérale d'Allemagne. Le nom officiel était: bureau du plénipotentiaire du chancelier fédéral pour les questions relatives à l'augmentation des troupes alliées. Le chef de l'agence était initialement Theodor Blank, qui fut ministre fédéral de la Défense de 1955 à 1956. Le QG fut initialement installé dans un immeuble de bureaux appartenant au musée Koenig, puis dans la caserne Ermekeil à Bonn. 

## Tâches
De mai à octobre 1950, Gerhard Graf von Schwerin avait déjà conseillé le chancelier fédéral Konrad Adenauer sur les questions de politique de sécurité et préparé la création d'un futur ministère de la Défense. À cet effet, Schwerin avait un département spécial, sous le nom de code Zentrale für Heimatdienst (ZfH) (à ne pas confondre avec Bundeszentrale für Heimatdienst). La ZfH était affiliée au service Friedrich-Wilhelm-Heinz (FWHD). Adenauer licencia Schwerin en octobre 1950 après qu'il eut parlé à la presse de son travail. Theodor Blank prit donc sa suite dès octobre 1950, en même temps que le bureau était officiellement fondé et que la ZfH était incorporée dans cette nouvelle entité. 
Parmi les employés importants du bureau Blank se trouvaient les généraux Adolf Heusinger, Hans Speidel et Heinz Trettner ainsi que le pionnier d'une administration civile de la Bundeswehr, Ernst Wirmer.  